# Hondouville
Hondouville ist eine französische Gemeinde mit 813 Einwohnern (Stand: 1. Januar 2022) im Département Eure in der Region Normandie; sie gehört zum Arrondissement Bernay und zum Kanton Le Neubourg. Die Einwohner werden Hondouvillais genannt.

## Geographie
Hondouville liegt etwa zwölf Kilometer nordnordwestlich von Évreux im Tal des unteren Iton. Umgeben wird Hondouville von den Nachbargemeinden Canappeville im Norden und Westen, Amfreville-sur-Iton und Acquigny im Osten und Nordosten, La Vacherie im Süden sowie Houetteville im Süden und Südwesten.

## Bevölkerungsentwicklung
| Jahr                       | 1962 | 1968 | 1975 | 1982 | 1990 | 1999 | 2006 | 2018 |
| Einwohner                  | 400  | 452  | 551  | 564  | 632  | 721  | 748  | 793  |
| Quellen: Cassini und INSEE |      |      |      |      |      |      |      |      |

## Sehenswürdigkeiten
- Kirche Saint-Saturnin aus dem 13. Jahrhundert

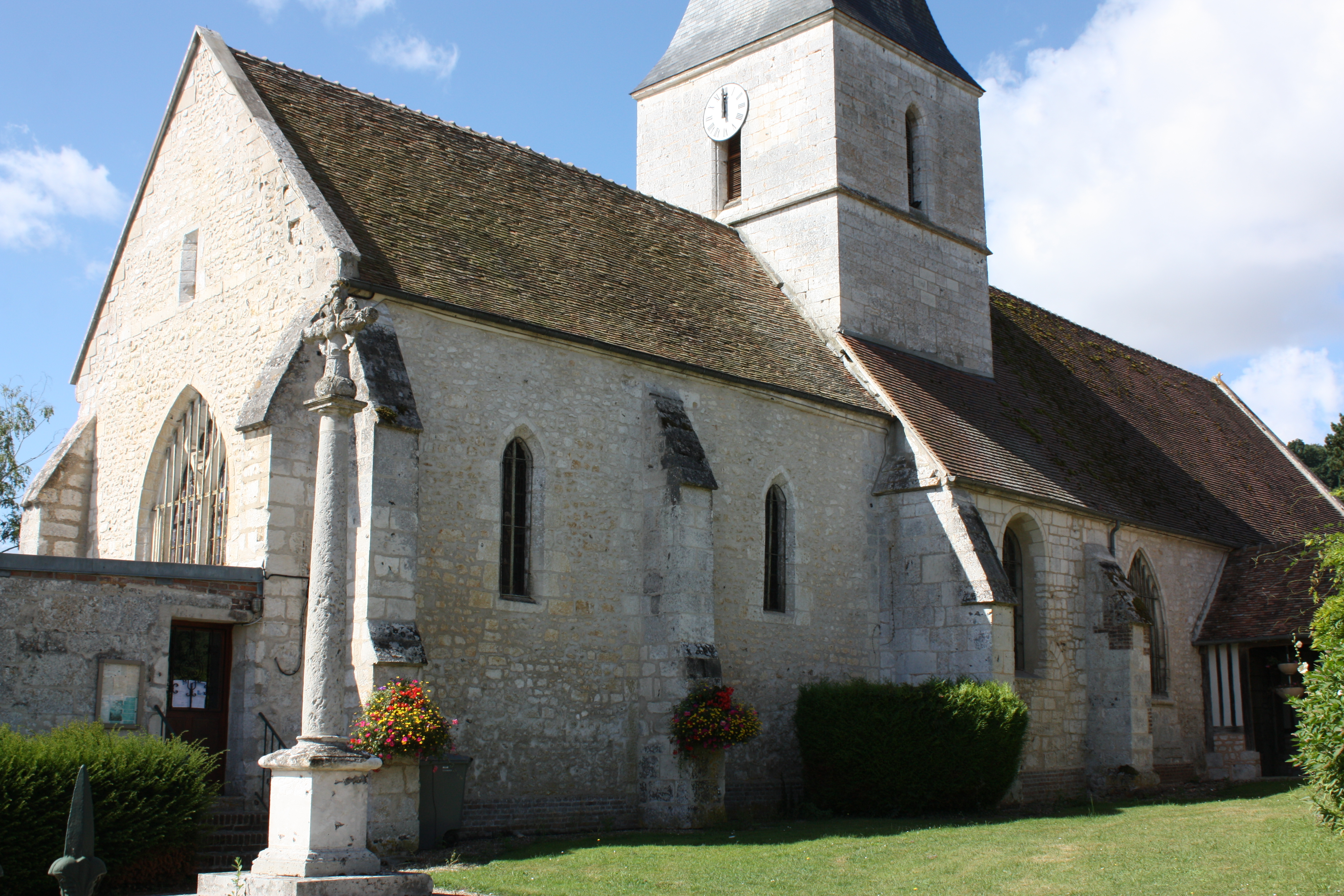
Kirche Saint-Saturnin